# Tinodes luscinia
Tinodes luscinia är en nattsländeart som beskrevs av Friedrich Ris 1903. Tinodes luscinia ingår i släktet Tinodes och familjen tunnelnattsländor. Inga underarter finns listade i Catalogue of Life.

## Bildgalleri

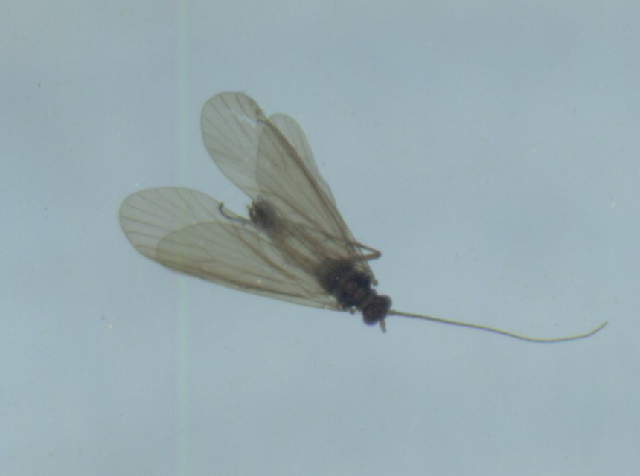